# Категорія складності печер
Категорія складності печер — туристичні категорії, що присвоюються печерам залежно від складності їхнього проходження. Виділяють 5 категорій та 8 підкатегорій складності, залежно від глибини залягання печери, часу її проходження, інших ускладнень на маршруті.
Загалом відкриті печери поділяються на 3 головні типи: 
- Горизонтальні. Не вимагають особливих навичок і спеціального спорядження для проходження, якщо вони не затоплені водою.
- Вертикальні. Прямовисні та похилі ходи вимагають спеціальної спелео- та альпіністського спорядження.
- Комбіновані.

| Категорія | Категорія | Труднощі та перешкоди | Час проходження | Загальна глибина (м) |
| --------- | --------- | --- | --------------- | -------------------- |
| 1         | 1         | Печери для проходження яких потрібно якнайменше допоміжного обладнання. Глибина колодязів не більше 40 м. Колодязі найчастіше сухі й просторі для проходження. У горизонтальних печерах можуть бути перешкоди: вузькі місця, ділянки нескладного скелелазіння, підтоплені ділянки.                                                         | 2—8 годин       | 20—100               |
| 2         | А         | Колодязі часто обводнені, але без сильних потоків. Горизонтальні печери можуть мати відкриті сифони. | 3—8 годин       | 40—180               |
| 2         | Б         | Колодязі часто обводнені, але без сильних потоків. Горизонтальні печери можуть мати відкриті сифони. | 6—16 годин      | 150—300              |
| 3         | А         | Колодязі можуть бути сильно обводненими. У горизонтальних печерах можуть бути невеликі сифони, проходження яких потребує спеціального спорядження для автономного дихання. | 12—48 годин     | 180—360              |
| 3         | Б         | Колодязі можуть бути сильно обводненими. У горизонтальних печерах можуть бути невеликі сифони, проходження яких потребує спеціального спорядження для автономного дихання. | 2—5 діб         | 320—550              |
| 4         | А         | Печери вертикального і мішаного типів, для проходження яких потрібно робити проміжні пункти для харчування та відпочинку, розбивати спеціальні підземні табори. Можуть бути ділянки складного скелелазіння. | 4—8 діб         | 420—550              |
| 4         | Б         | Печери вертикального і мішаного типів, для проходження яких потрібно робити проміжні пункти для харчування та відпочинку, розбивати спеціальні підземні табори. Колодязі можуть бути сильно обводненими. У горизонтальних печерах можуть бути невеликі сифони, проходження яких потребує спеціального спорядження для автономного дихання. | 7—14 діб        | 320—550              |
| 5         | А         | Велика кількість різноманітних перешкод. Для проходження потрібно розбивати спеціальні підземні табори. | 12—18 діб       | 800—1200             |
| 5         | Б         | Велика кількість різноманітних перешкод. Для проходження потрібно розбивати спеціальні підземні табори. | >18 діб         | >1100                |